# Scharlach (Stoff)
Scharlach, mhd. auch scharlât-, bezeichnete im Mittelalter ein wertvolles Textil. Die genaue Beschaffenheit ist umstritten, wahrscheinlich handelte es sich um geschorenes Tuch aus Wolle. Frühestens ab dem 12. Jahrhundert beschrieb der Begriff auch einen kräftigen Rotton, wodurch eine polyseme Wortbedeutung entstand.

## Begriffs- und Materialgeschichte
Der Begriff trat in Europa zuerst in althochdeutschen und lateinischen Texten auf: Das Summarium Heinrici (nach 1000) etwa nennt Scharlach als deutsche Glosse zu lateinisch rālus, ‚scheren‘: „Ralla vel rullo quę vulgo rasilis dicitur scarlachen“ („Die ralla oder rullo, die gewöhnlich als rasilis [„glatt geschoren“] bezeichnet wird[:] scarlachen.“). Danach tritt der Begriff in vielen europäischen Sprachen auf, etwa im Altfranzösischen (escarlet) und um Mittelniederländischen (scharlaken).
Die Herkunft des Wortes Scharlach und damit auch die Beschaffenheit und Herkunft des Stoffes sind bis heute Gegenstand wissenschaftlicher Diskussionen.
Vermutet wird einerseits seit dem 19. Jahrhundert eine arabisch-persisch-türkische Wortherkunft, etwa vom Persischen sakirlāt ‚wollenes, scharlachfarbenes Tuch‘ oder Arabischen siklātūn. Munro hielt dies für den Namen eines islamischen, mit Kermes gefärbten Seidengewebes aus dem 9. oder 10. Jahrhundert. Bei Ersterem könnte es sich um eine Entlehnung aus einer europäischen Sprache handeln. Munro und Pfeifer sahen den Ursprung im lateinischen sigillātus ‚mit kleinen Figuren verziert‘, das über das mittelgriechische sigillátos (σιγιλλάτος) ins Persische eingegangen sei.
Eine weitere These besagt, dass es sich um eine Zusammensetzung aus althochdeutsch scar ‚Scher-‘ und lahhan ‚Tuch‘ (vgl. das neuhochdeutsche ‚Laken‘) handelt. Dieses zusammengesetzte Wort könnte als Fachterminus in der Frühphase der flandrischen Tuchindustrie entstanden sein. Geschorene Tuche wurden nachweislich schon vor 1000 hergestellt und stellten eine der wichtigsten technischen Neuerungen der mittelalterlichen Textilindustrie dar. Zu diesem Schluss über die Bedeutung kommt auch Jörg Riecke bei der Untersuchung des Summarium Heinricis und widerspricht damit früheren Annahmen, bei Scharlach habe es sich um ein Gewand aus rotem Stoff gehandelt. Diese These wird dadurch unterstützt, dass mittelalterliche Quellen neben der überwiegenden Anzahl roter Scharlache auch braun-violette und selten grüne, blaue, weiße und gestreifte Scharlache kennen. Im Spätmittelalter wurde in einigen französischen Städten, in England und den Niederlanden versucht, den Namen Scharlach auf hochrotes, ausschließlich mit Kermes gefärbtes Tuch zu beschränken. Ingrid Loschek beschreibt Scharlach als ein feines, durch die Art der Fadendrehung und Webens dehnbares Wollgewebe.
Als sich Karmin im 16. Jahrhundert als Farbstoff in Europa verbreitete und auch zum Färben von Scharlach Verwendung fand, wurden die Begriffe „scharlachrot“, „karmesinrot“ und „purpur“ teilweise synonym verwendet.

## Verwendung
Mittelalterliche Texte berichten von Talaren und anderen Kleidungsstücken aus Scharlach. In Shakespeares Stück Heinrich VIII. steht scarlet für den Kardinal Wolsey. Seit dem 14. Jahrhundert wurden Strümpfe häufig aus Scharlach hergestellt. In der Nürnberger Polizeiordnung aus dem 15. Jahrhundert wird Frauen untersagt, Kleider oder Unterkleider aus Scharlach zu tragen. Seit dem 14. Jahrhundert fanden in Wien, später auch an anderen Orten, sogenannte Scharlachrennen statt, bei denen der Gewinner ein großes Stück Tuch erhielt.
Wegen seiner Hochwertigkeit unterlag die Verwendung von Scharlach ständischen Beschränkungen.